# Capito dayi
El cabezón brasileño, también chaboclo de lomo amarillo o chaboclo lomiamarillo (Capito dayi) es una especie de ave de la familia Capitonidae que se encuentra en Brasil y Bolivia.

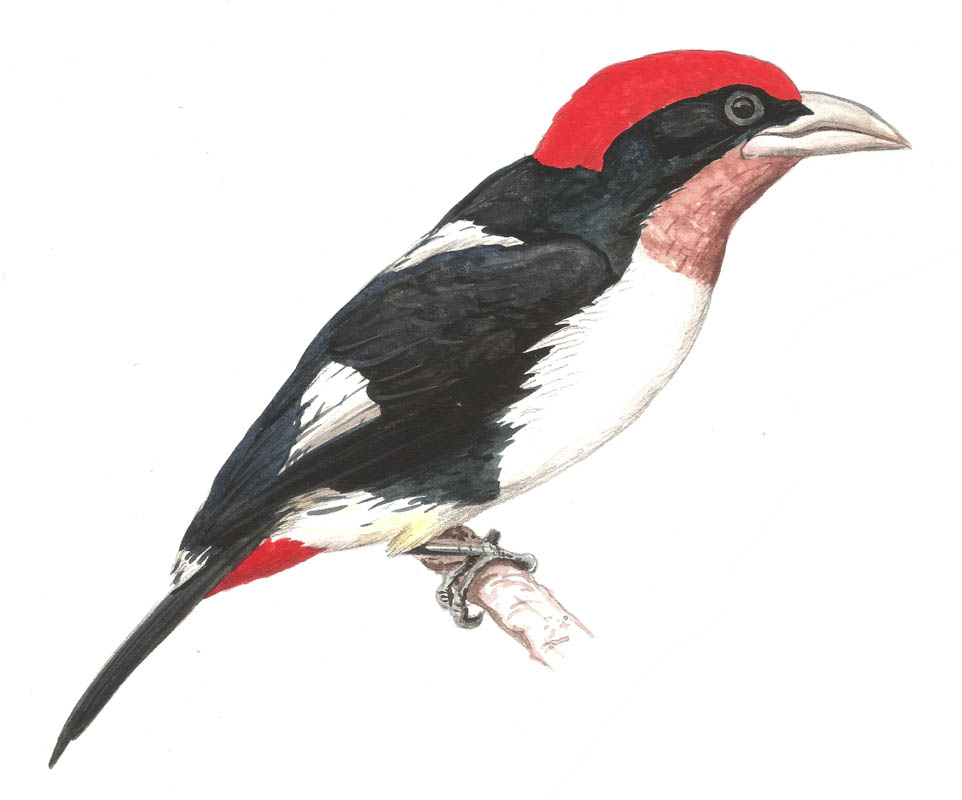
Capito dayi

## Características
Mide 17 cm, habita en bosques tropicales de poca altura (550 m s. n. m.), se alimenta de insectos y frutos. Es una especie amenazada, la causa principal es la desforestación de la Amazonia.